# 대한민국 민법 제20조
대한민국 민법 제20조는 거소에 대한 민법총칙 제2장 인 제2절 주소의 조문이다. 외국에 주소를 두고 있는 사람이 한국에서 법률 관계를 맺을 때, 국내 거소를 주소로 삼아 법적 편의(법적 서류 송달이나 소송 관할 지정 등에서 주소 없이 거소를 기준으로 처리)를 제공하는 조문이다.

## 조문
제20조(거소) 국내에 주소없는 자에 대하여는 국내에 있는 거소를 주소로 본다.

第20條(居所) 國內에 住所없는 者에 對하여는 國內에 있는 居所를 住所로 본다.

## 비교 조문
일본민법 제23조(거소) 2. 일본에 주소를 가지지 아니한 자는 그 자가 일본인 또는 외국인인지를 묻지 않고, 일본에 있어서 거소를 그 자의 주소로 본다. 그러나, 준거법을 정한 법률에 좇아 그 자의 주소지법에 의하여야 할 경우에는 그러하지 아니하다.

## 참고 문헌
- 오현수, 일본민법, 진원사, 2014. ISBN 9788963463452
- 오세경, 대법전, 법전출판사 , 2014 ISBN 9788926210277
- 이준현 , LOGOS 민법 조문판례집, 미래가치, 2015. ISBN 9791155020869

## 같이 보기
- [제한능력자]]
- 추인